# Muschelkalkhänge bei Bebelsheim u. Wittersheim
Muschelkalkhänge bei Bebelsheim u. Wittersheim este o arie protejată (arie specială de conservare — SAC, sit de importanță comunitară — SCI, arie de protecție specială avifaunistică — SPA) din Germania întinsă pe o suprafață de 197,13 ha, integral pe uscat.

## Localizare
Centrul sitului Muschelkalkhänge bei Bebelsheim u. Wittersheim este situat la coordonatele 49°10′28″N 7°09′14″E / 49.1744°N 7.1539°E.

## Înființare
Situl Muschelkalkhänge bei Bebelsheim u. Wittersheim a fost declarat sit de importanță comunitară în octombrie 2000 pentru a proteja 10 specii de animale. Alte tipuri de protecție:
- arie de protecție specială avifaunistică (în februarie 2006)[3]
- arie specială de conservare (în ianuarie 2015)[2][4][5]

## Biodiversitate
Situată în ecoregiunea continentală, aria protejată conține 6 habitate naturale: Pajiști uscate seminaturale și facies de acoperire cu tufișuri pe substraturi calcaroase (Festuco-Brometalia) (* situri importante pentru orhidee), Fânețe de joasă altitudine (Alopecurus pratensis, Sanguisorba officinalis), Păduri de fag Asperulo-Fagetum, Păduri de fag din Europa Centrală dezvoltate pe sol calcaros cu Cephalanthero-Fagion, Păduri de stejar sau de stejar și carpen sub-atlantice și medio-europene de Carpinion betuli, Păduri pe pante, grohotișuri și ravene de Tilio-Acerion.
La baza desemnării sitului se află mai multe specii protejate:
- păsări (8): presură sură (Emberiza calandra), capîntortură (Jynx torquilla), sfrâncioc roșiatic (Lanius collurio), ciocârlie de pădure (Lullula arborea), gaia neagră (Milvus migrans), gaia roșie (Milvus milvus), ciocănitoare verzuie (Picus canus), mărăcinar negru (Saxicola torquatus)
- nevertebrate (2): fluturele auriu (Euphydryas aurinia), fluturele purpuriu (Lycaena dispar)

Pe lângă speciile protejate, pe teritoriul sitului au mai fost identificate 14 specii de plante, 8 specii de nevertebrate, 1 specie de reptile.